# Абдуллах Хуссейн
Абдуллах Хуссейн (малай. Abdullah Hussain; 25 березня 1920, місто Ян, штат Кедах — 31 грудня 2014, Куала-Лумпур) — малайзійський письменник-прозаїк. Національний письменник Малайзії.

## Життєпис
Народився 25 березня 1920 року в сім'ї дрібного торговця-вихідця з провінції Аче. Мати походила з Південної Бірми. У 1926-1931 роках навчався в малайській школі у Сунгай-Лімау, в 1932-1933 роках у школі Св. Михайла в Алор-Старі, а потім до 1935 року там же у англо-китайській школі
Трудову діяльність розпочав помічником комірника на одній з олов'яних копалень в Пахангу в 1939 році. У тому ж році переїхав в Пенанг, де став працювати в газеті «Сахабат» («Друг»). У ній же опублікував перші оповідання («Дружина старости», «Добро і наречена чекають в Англії»). У 1940—1941 роках працював в газеті «Саудара» («Брат»). В цей же час опублікував перші романи: «Любов дружини» і «Це моя улюблена».

## Творчість
В подальшому став відомий як автор глибоко психологічних романів гострої соціальної спрямованості («Наш Куала-Лумпур», 1967; «Інтерлок», 1971, «Останній концерт», 1980; «Що вийшов на світло», 1983; «Імам» , 1995 тощо), а також біографій видатних діячів («Великий актор П.Рамлі», 1973; «Священик Зааба в спогадах», 1974; «Харун Амінуррашід: святоч національного духу», 1982). Склав кілька словників, в тому числі "Словник ідіоматичних виразів (1966). Займався також художнім перекладом.

## Роман «Інтерлок»
Його роман «Інтерлок» про складні міжнаціональні відносини в країні напередодні проголошення незалежності був включений в список обов'язкової літератури для учнів середніх шкіл у 2010 році, але під тиском індійської громадськості, яка віднайшла в романі образливі для індійців пасажі, був наприкінці 2011 року замінений іншим, його ж твором «Останній концерт».

## Смерть
Помер 31 грудня 2014 року в своєму будинку у секції 17, Петалінг-Джая, Селангор, у віці 90 років. Похований на мусульманському кладовищі Букіт Кіара в Куала-Лумпур.

## Переклади
- Orang Tua dengan Laut / Ernest Hemingway («Старий і море» Е. Хемінгуея), Kuala Lumpur: Oxford University Press, 1961, 127 hlm
- Bumi Bertuah / Pearl S. Buck («Земля» П. Бак), Kuala Lumpur: Penerbitan Pustaka Antara, 1962, 409 hlm
- Mutiara / Johan Steinbeck («Перлина» Д. Стейнбека), Kuala Lumpur: Oxford University Press, 1962, 122 hlm
- Angin Timur Angin Barat / Pearl S. Buck («Східний вітер, західний вітер» П. Бак), Kuala Lumpur: Penerbitan Pustaka Antara, 1964, 229 hlm
- Lorong Midaq / Naguib Mahfouz («Алея чудес» Нагіба Махфуза), Kuala Lumpur: Dewan Bahasa dan Pustaka, 1984, 443 hlm

## Нагороди
- Літературна премія Південно-Східної Азії, Таїланд (1981).
- Національна премія газети «Утусан Мелайя» і банку «Пеблік Бенк» (1992/1994)
- Літературна премія Малайзії (1995)
- Медаль «За заслуги в галузі літератури», Аче, Індонезія (1995)
- Національний письменник Малайзії (1996)
- Орден «За вірність Короні» і звання «Датук» від султана Кедаха (1996)